# 七清淨
七清淨，佛教术语，源自覺音《清淨道論》，由戒、定、慧三學中細分出來，為修習解脫道至涅槃的七個階段。在南傳上座部中有很重要地位。

## 內容
根據《巴利聖典》《中部》（相當於中阿含經）《七車經》（或稱為傳車經）的內容，覺音整理出七清淨：
1. 戒清淨
2. 心清淨
3. 見清淨
4. 度疑清淨
5. 道非道清淨
6. 行道智見清淨
7. 智見清淨。

戒清淨: 居士五戒或八戒; 沙彌或沙彌尼的十戒; 學法女(式叉摩尼)的六戒; 比丘227條戒及比丘尼的311戒。
心清淨: 達到近行定（巴利语：upacāra-samādhi）或安止定（巴利語：appanā-samādhi）的四禪。近行定相當於北傳的「近分定」（梵語：sāmantaka-samādhi），安止定相當於北傳的「根本定」（梵語：maula-dhyāna）。
第三「見清淨」到第七「智見清淨」，覺音尊者分為十六觀智，即觀慧發展的十六個階段。

## 分类
「見清淨」、「度疑清淨」、「道非道清淨」、「行道智見清淨」、「智見清淨」與十六觀智之對應：
- 見清淨：名色分別智。
- 度疑清淨：緣攝受智
- 道非道清淨：思惟智、生滅隨觀智(未成熟)。
- 行道智見清淨：生滅隨觀智(成熟)、壞隨觀智、怖畏現起智、過患隨觀智、厭離隨觀智、欲解脫智、審察隨觀智、行捨智、隨順智。
- （無對應之清淨）：種姓智
- 智見清淨：道智、果智、省察智（返照智）。

道智和果智可以再細分為須陀洹道／果智、斯陀含道／果智、阿那含道／果智和阿羅漢道／果智，共有四組，共八項，所以稱為「四雙八輩」，這是原始佛教對「僧」的定義。凡聖之別，始於第一個須陀洹果，亦稱初果，一旦證入初果，註定不墜入惡道，最慢七次投生天上或人間之後，證入完全的解脫。解脫證果始於行捨智，經隨順智、種姓智的過程，悟入道智，證果智，行返照智，這是解脫開悟的過程，四道智都共同經過。但阿羅漢的返照智不觀察未斷的煩惱（因為沒有剩餘未斷的煩惱）。